# Bulbophyllum exquisitum
Bulbophyllum exquisitum là một loài phong lan thuộc chi Bulbophyllum.